# Porte-épée
Cet article concerne l'accessoire vestimentaire. Pour les poissons, voir Xiphophorus.

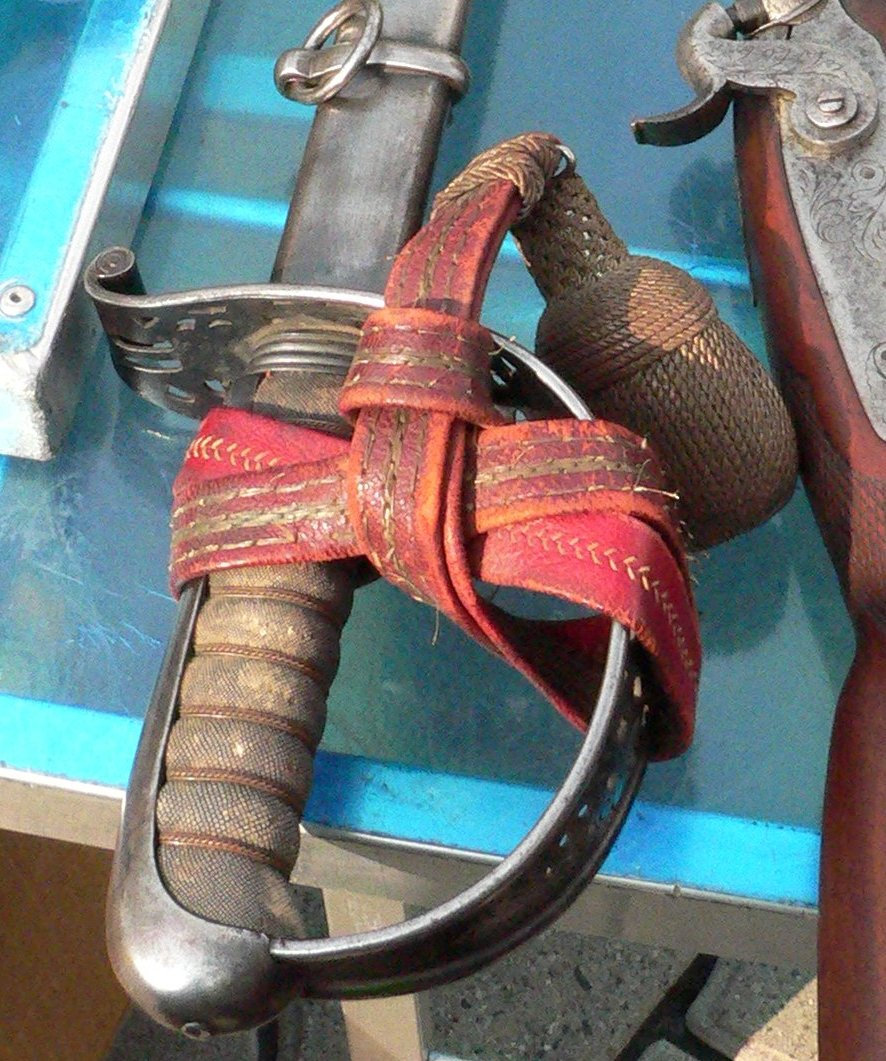
Sabre avec porte-épée

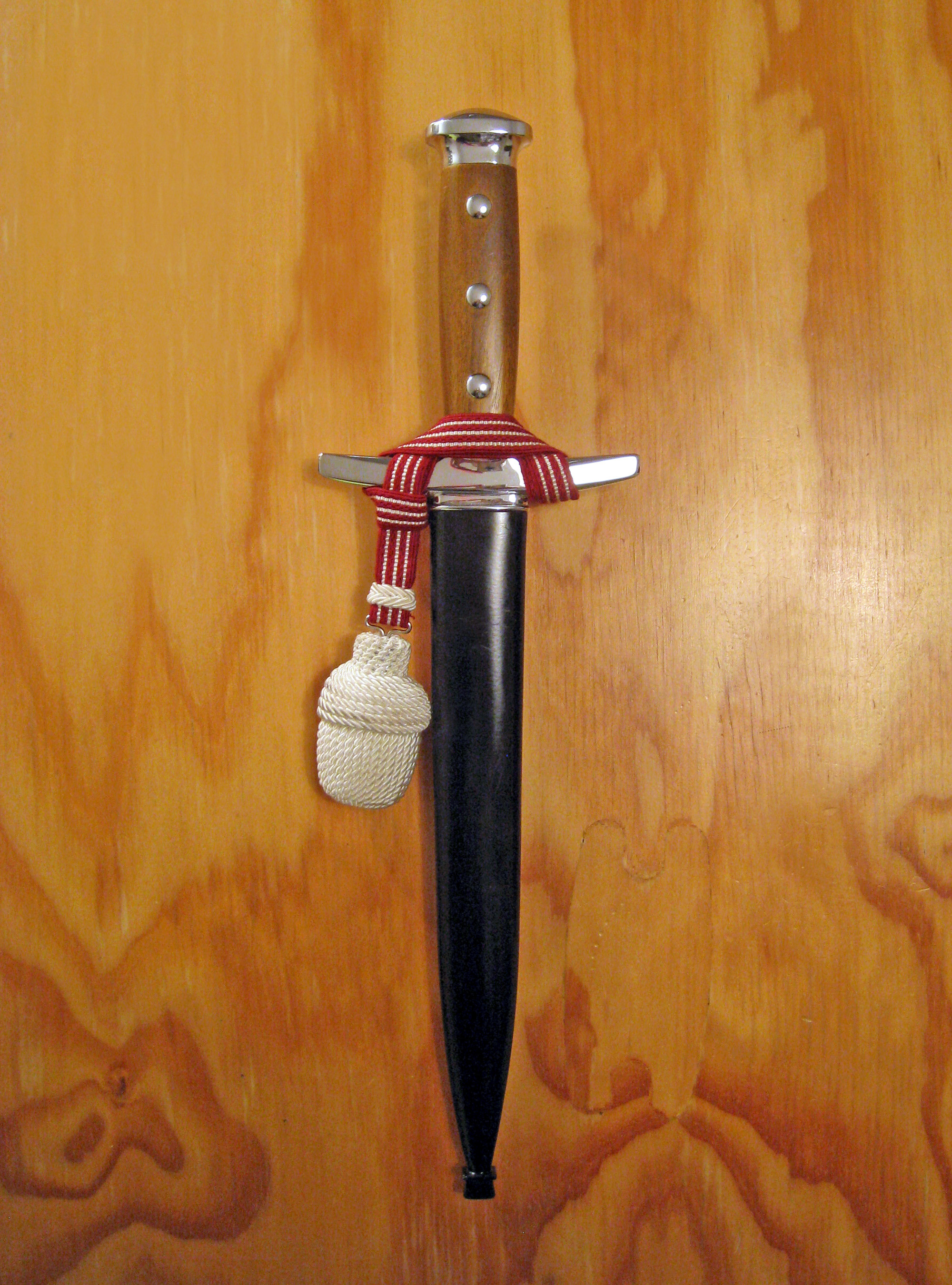
Poignard d'officier suisse

Le porte-épée, est à l'origine une boucle enroulée autour de la poignée et du support d'une arme tranchante et autour du poignet du combattant, qui est destinée à empêcher l'arme de tomber pendant un combat. Plus tard, il s'est transformé en un insigne de statut pour les officiers et les sergents.
Dans la Bundeswehr, les grades de sergent sont encore appelés sous-officiers avec porte-épée (UmP). Dans la Marine, le terme « PUO » (Portepeeunteroffiziere) est courant pour le maître d'équipage.

## Histoire
Ce terme, déjà attesté au XVIe siècle, désigne d'abord initialement toutes les poignées d'armes de poing (sabre, épée), qu'elles soient portées par des hommes de troupe, des sous-officiers ou des officiers. Le porte-épée doit, notamment pour les combattants montés, d'une part empêcher l'arme de tomber de la main au sol au combat, d'autre part permettre d'utiliser une arme à feu (pistolet) sans avoir à remettre la lame dans le fourreau.
Les porte-épées ont un gland où les lanières de cuir ou de tissu sont cousues ensemble pour former la boucle. Ce pompon est en laine pour les rangs inférieurs. Au début, les officiers ont des glands faits de fils métalliques qui ne se terminent plus par des franges, mais ont une extrémité ferme en forme de noix ou de gland. Les sangles des soldats des formations de cavalerie et de l'artillerie montée gardent l'appellation de ceinture de poing.
Dans l'armée impériale, la Reichswehr et la Wehrmacht, la sangle de poing avec des glands de différentes couleurs sert d'ornement sur la baïonnette et de signe distinctif des unités militaires.
Dans la plupart des armées, la sangle de poing d'origine portée par les officiers et les sous- officiers à partir du sergent est tressée d'argent ou d'or et s'appelle porte-épée.

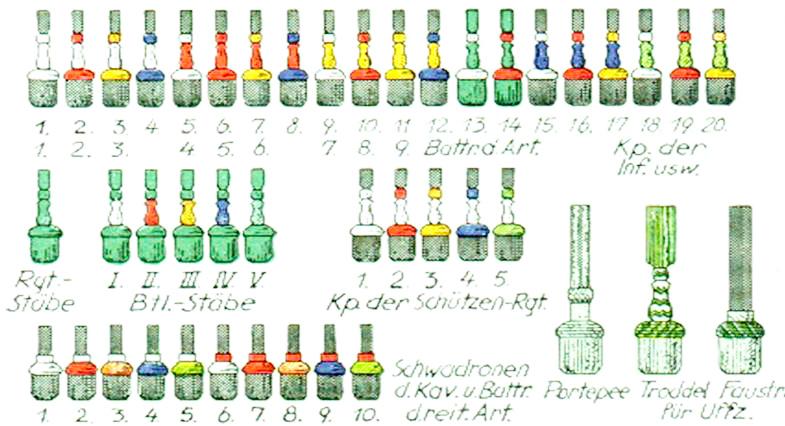
Couleurs des glands et des sangles de poing de la Wehrmacht
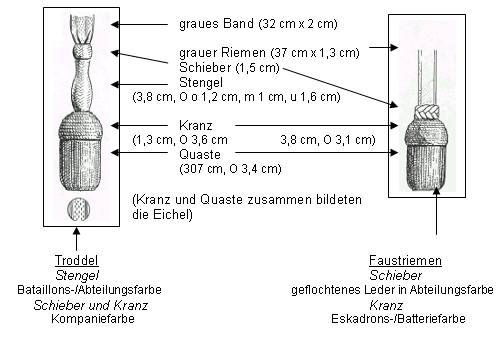
Dimensions des glands et des poings

Déjà au XVIIIe siècle, le porte-épée en Prusse est principalement l'insigne de statut d'officier, car il n'y a pas d'insignes de grade et les écharpes et gorgets ne sont portés qu'en service. Avec le porte-épée, l'officier a également droit aux marques d'honneur dues à son grade lorsqu'il n'est pas de service. Le porte-épée est accordé aux sergents de l'Armée prussienne à partir de 1741, d'abord dans les pièces des gardes, et à partir de 1789 en général. L'insigne est d'abord porté sur le sabre de l'équipe, depuis 1822, il est porté sur l'épée de l'officier, qui doit être attachée à la ceinture de l'équipe. Le porte-épée est également autorisé pour le grade de sous-sergent introduit en 1846/1873. Depuis lors, il existe le groupe de grade des sous-officiers avec (ou sans) porte-épée. En outre, les fonctionnaires en uniforme du service supérieur sont également autorisés à porter le porte-épée.
Le porte-épée n'est plus utilisé par la Bundeswehr et la NVA après la Seconde Guerre mondiale. La toile métallique des porte-épées se retrouve encore dans les uniformes de la Bundeswehr comme passepoil de col et d'épaulette pour les officiers (généraux en or, autres officiers en argent). Les sous-officiers avec porte-épées ont un passepoil de col en or ancien rappelant la sangle métallique des porte-épées. Dans les forces armées autrichiennes, le porte-épée est toujours porté avec l'uniforme de parade.

## Structure et couleurs
Le porte-épée se compose d'un ruban, d'un curseur, d'une tige, d'une couronne et d'un pompon. Les pompons des sous-officiers de l'armée prussienne ont la forme d'un gland. Dans la Wehrmacht, seuls des porte-épées en forme de glands sont émis, ces porte-épées sont en argent.
Les porte-épées des officiers autrichiens ont un pompon ouvert et sont de couleur or.
Le cordon de l'armée suisse est rouge. Un pompon blanc est ajouté pour les officiers et un pompon rouge et blanc pour les sous-officiers supérieurs.